# Spata-Artemida
Spata-Artemida (in greco Σπάτα-Αρτέμιδα?) è un comune della Grecia situato nella periferia dell'Attica (unità periferica dell'Attica Orientale) con 25.138 abitanti secondo i dati del censimento 2001.
È stato istituito a seguito della riforma amministrativa detta Programma Callicrate in vigore dal gennaio 2011, che ha abolito le prefetture e accorpato numerosi comuni.